# LG生活健康
LG生活健康是LG集团的子公司，主要经营化妆品、生活用品和饮料，同时也是可口可乐在韩国的生产商和经销商。

## 历史
1947年1月，具仁会创建了“乐喜化学工业社”（现LG化学）并推出第一款产品"Lucky Cream"，同时也是韩国消费市场第一个化妆品。1954年，推出了韩国的第一个牙膏品牌 "Lucky Toothpaste"。1995年2月，更名为LG化学。2001年4月，从LG化学独立出来，并在韩国证券交易所上市。2007年收购可口可乐在韩业务，获得生产和经销权。2009年，收购了一家名为Diamond Water的矿泉水公司。2011年，收购韩国第三大饮料公司Haitai Beverage。